# Wysschaja Liga (Tadschikistan)
Die Wysschaja Liga Tadschikistana (tadschikisch Лигаи Олии Тоҷикистон Ligai Olii Todschikiston, russisch Высшая лига Таджикистана ‚Oberste Liga‘) ist die höchste Spielklasse des nationalen Fußballverbands von Tadschikistan und wird seit der Unabhängigkeit des Landes 1992 ausgetragen.

## Geschichte
Im Ligasystem der Sowjetunion erreichte Pamir Duschanbe für drei Spielzeiten als einzige Vertreter aus Tadschikistan die erstklassige sowjetische Wysschaja Liga. Nach dem Zerfall der Sowjetunion und der Unabhängigkeit Tadschikistans organisierte die Tajikistan Football Federation die Wysschaja Liga Tadschikistans 1992 als höchste nationale Fußball-Spielklasse mit 12 teilnehmenden Mannschaften. Die Anzahl der teilnehmenden Mannschaften wechselte jährlich, die Höchstzahl waren 16 teilnehmende Vereine in der Saison 1993. In den letzten Jahren wurde die Liga mit zehn Vereinen ausgespielt, zur Spielzeit 2017 wurde die Anzahl nochmals um zwei verringert. Die Austragung der Saison folgt wie vormals in der Sowjetunion dem Jahreszyklus und geht von März bis Oktober.
Aktuell treten die teilnehmenden Mannschaften im Rundenturnier je nach Anzahl der Teilnehmer zwei- bis viermal gegeneinander an. Der Verein mit den meisten Punkten am Ende der Saison ist tadschikischer Fußballmeister und qualifiziert sich dadurch für den AFC Cup. Auch der Vizemeister ist für diesen Wettbewerb qualifiziert. Den Unterbau der Wysschaja Liga bildet die Perwaja Liga.

## Tadschikische Fußballmeister ab 1992
- 1992: SSKA Pomir
- 1993: Sitora Duschanbe
- 1994: Sitora Duschanbe
- 1995: SSKA Pomir
- 1996: Dynamo Duschanbe
- 1997: Wachsch Qurghonteppa
- 1998: Varzob Duschanbe
- 1999: Varzob Duschanbe
- 2000: Varzob Duschanbe
- 2001: Regar TadAZ
- 2002: Regar TadAZ
- 2003: Regar TadAZ
- 2004: Regar TadAZ
- 2005: Wachsch Qurghonteppa
- 2006: Regar TadAZ
- 2007: Regar TadAZ
- 2008: Regar TadAZ
- 2009: Wachsch Qurghonteppa
- 2010: FK Istiklol
- 2011: FK Istiklol
- 2012: Ravshan Kulob
- 2013: Ravshan Kulob
- 2014: FK Istiklol
- 2015: FK Istiklol
- 2016: FK Istiklol
- 2017: FK Istiklol
- 2018: FK Istiklol
- 2019: FK Istiklol
- 2020: FK Istiklol
- 2021: FK Istiklol
- 2022: FK Istiklol
- 2023: FK Istiklol
- 2024: FK Istiklol
- 2025:

## Rekordmeister
Rekordmeister der Wysschaja Liga Tadschikistans ist der FK Istiklol, welcher die Meisterschaft elf Mal gewinnen konnte.
| Verein               | Titel | Jahr                                                                         |
| -------------------- | ----- | ---------------------------------------------------------------------------- |
| FK Istiklol          | 13    | 2010, 2011, 2014, 2015, 2016, 2017, 2018, 2019, 2020, 2021, 2022, 2023, 2024 |
| Regar TadAZ          | 7     | 2001, 2002, 2003, 2004, 2006, 2007, 2008                                     |
| Wachsch Qurghonteppa | 3     | 1997, 2005, 2009                                                             |
| Varzob Duschanbe     | 3     | 1998, 1999, 2000                                                             |
| SSKA Pomir           | 2     | 1992, 1995                                                                   |
| Sitora Duschanbe     | 2     | 1993, 1994                                                                   |
| Ravshan Kulob        | 2     | 2012, 2013                                                                   |
| Dynamo Duschanbe     | 1     | 1996                                                                         |